# ニコラ・カビボ

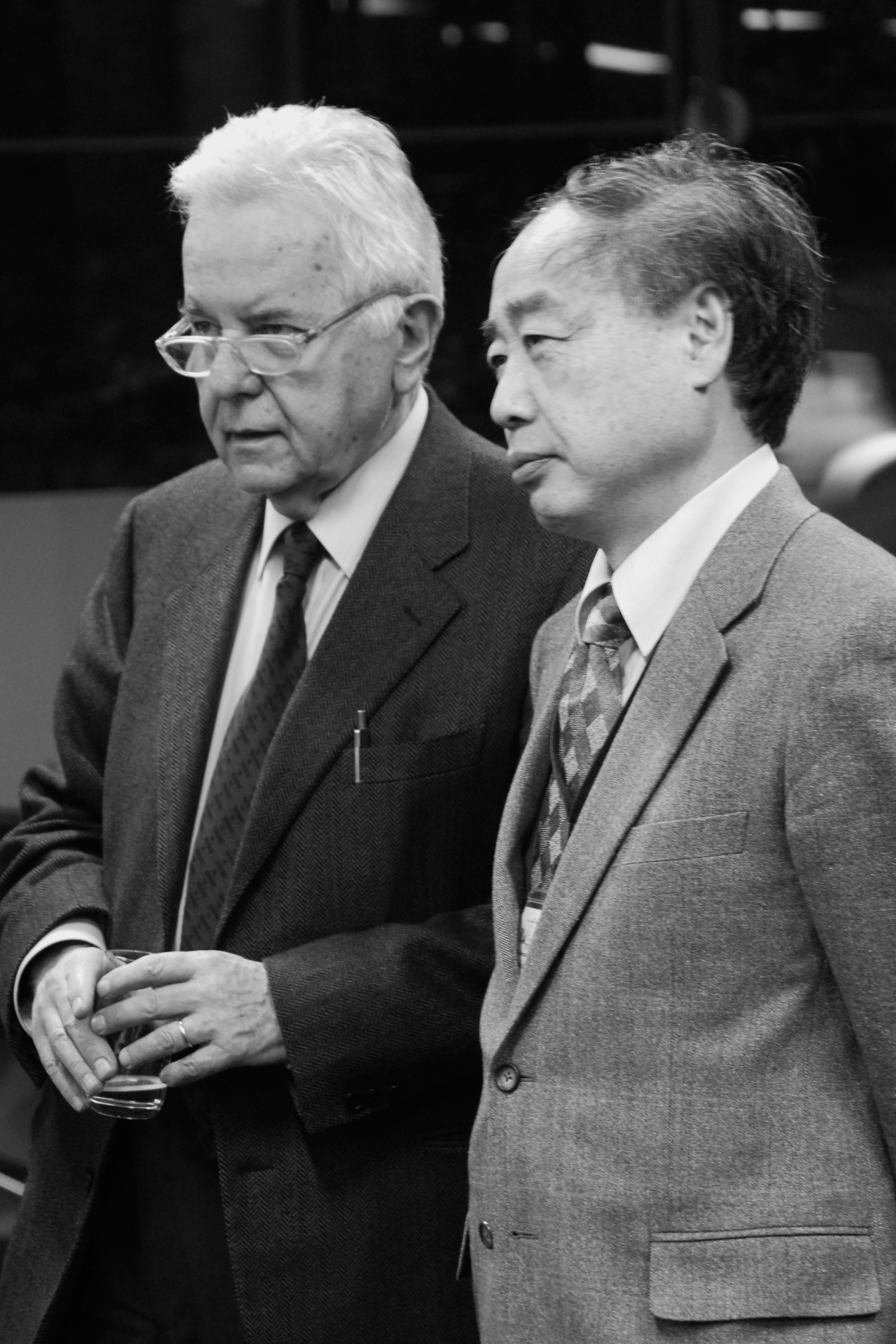
ニコラ・カビボと小林誠（2006年）

ニコラ・カビボ（Nicola Cabibbo, 1935年4月10日 - 2010年8月16日）はイタリアの理論物理学者。カビボ・小林・益川行列で知られる。

## 人物
ローマ出身。1958年にローマ大学を卒業し、イタリア国立核物理研究所に在籍。1962年からはCERNやローレンス・バークレー国立研究所に在籍した。1965年からラクイラ大学で理論物理学の教授を務め、1966年から1982年まで母校のローマ大学教授となり、1982年から2000年まではローマのTor Vergata大学に在籍した後、2000年から再びローマ大学で教授を務めた。
1963年、ウィーク・ボゾンとクォークの弱い相互作用に関する新しい概念を導入した。1973年に3行3列の行列を導入した小林誠と益川敏英（ともに2008年ノーベル物理学賞受賞）と並んでカビボ‐小林‐益川行列と呼ばれる。1969年からローマ大学の教授になった。1983年から INFN（Instituto Nazionale di Fisica Nucleare：イタリア国立核物理学研究所）の所長、1993年からローマ教皇庁科学アカデミー (Pontifical Academy of Sciences) の会長になった。
イタリア国内などでは、カビボがノーベル賞を小林・益川と同時受賞出来なかったことについて議論が巻き起こっている。
2010年8月16日、ローマ市内の病院で呼吸器疾患のため逝去。75歳没。

## 受賞歴
- 1989年 - J・J・サクライ賞（アメリカ物理学会）
- 1991年 - 高エネルギー・素粒子物理学賞（欧州物理学会）
- 2002年 - マテウチ・メダル（イタリア科学アカデミー）
- 2009年 - ポメランチュク賞
- 2010年 - ICTPのディラック・メダル
- 2011年 - ベンジャミン・フランクリン・メダル（フランクリン協会）